# Achatocarpus oaxacanus
Achatocarpus oaxacanus es una especie de Magnoliopsida del género Achatocarpus, de la familia Achatocarpaceae, del orden Caryophyllales.

## Distribución
Achatocarpus oaxacanus se distribuye por México (Chiapas, Guerrero, Michoacán, Oaxaca).

## Taxonomía
Fue descrita científicamente por Paul Carpenter Standley. Fue publicado por primera vez en Contributions from the United States National Herbarium, volumen 23, en la página 264 (1922).